# Pericyma solita
Pericyma solita là một loài bướm đêm trong họ Erebidae.